# 스리랑카섬

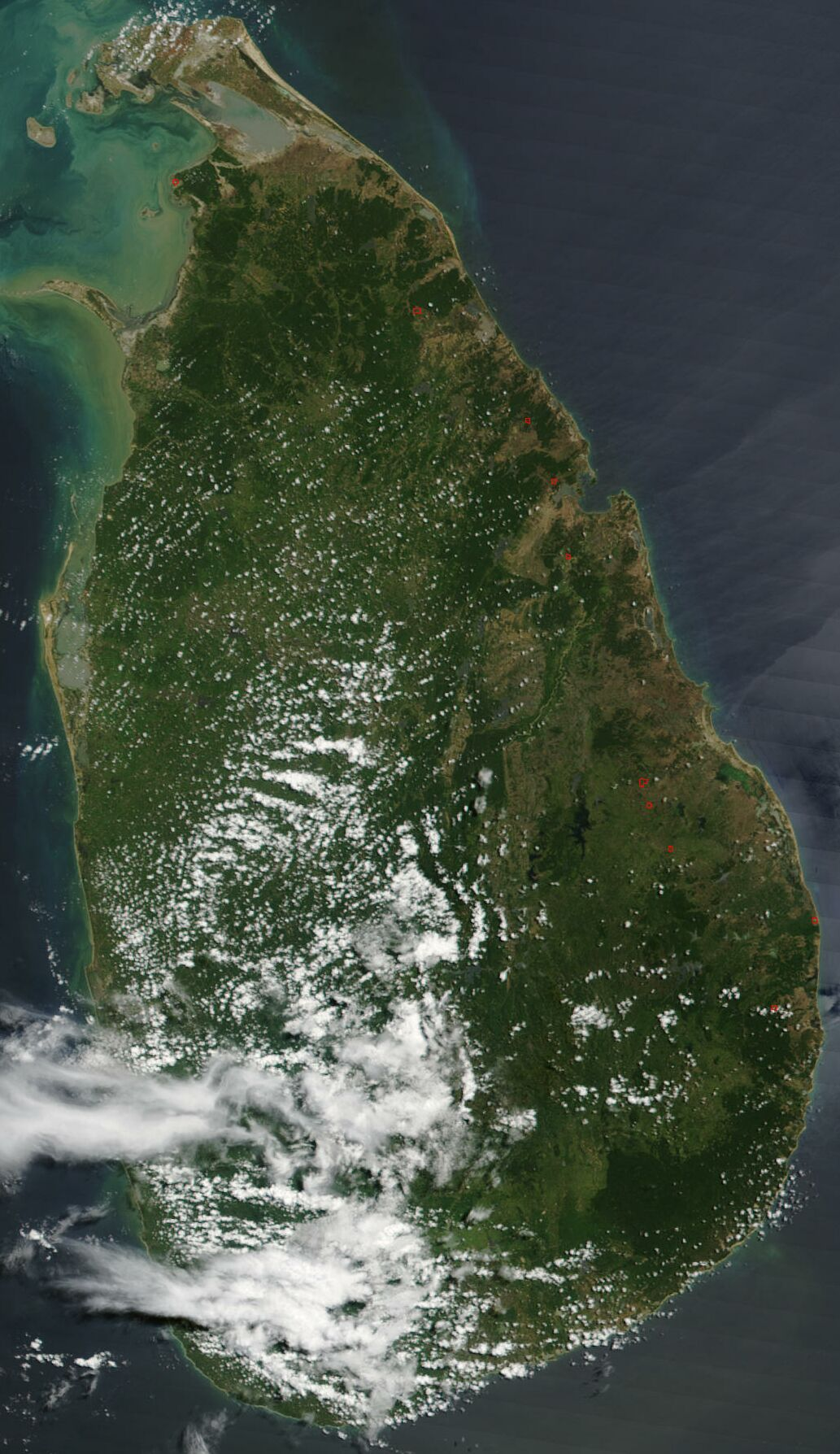
스리랑카

스리랑카섬은 인도 아대륙의 남동쪽에 위치한 인도양의 섬으로 인도의 남동쪽 해안에서 약 31km 떨어져 있으며, 둘 사이에는 포크 해협이 있다. 스리랑카섬의 동쪽은 벵골만, 남서쪽은 몰디브 제도이다. 섬 전체가 대략 배 모양으로, 북쪽은 평야, 중남부 고원은 전국 면적의 약 5분의 1을 차지하고 있다. 스리랑카섬은 열대 몬순 기후로 남아시아 몬순 지역에 속하며, 섬 전체는 스리랑카 한 나라가 차지하고 있다.